# Внутричерепное давление
Внутричерепное давление, ВЧД (лат. tensio intracranialis) — давление внутри черепа (в синусах твёрдой мозговой оболочки, желудочках головного мозга, в эпидуральном и субарахноидальном пространствах). Составляет 7–15 мм рт. ст. для лежащего горизонтально на спине взрослого человека. Повышение ВЧД свыше 20–25 мм рт. ст называется внутричерепной гипертензией и при 40 мм рт. ст. является жизнеугрожающим.

## Физиология
Нормальное давление поддерживается с помощью сложных процессов, в частности, регуляции:
- церебрального перфузионного давления;
- тонуса сосудов мозга;
- объёмного кровотока мозга;
- продукции и резорбции цереброспинальной жидкости;
- проницаемости гематоэнцефалического барьера;
- коллоидно-осмотического гомеостаза жидкости мозга.

Изменение фактора, влияющего на внутричерепное давление, автоматически включает компенсаторную реакцию. Так, повышение артериального давления вызывает быстрое сужение сосудов мозга, при этом мозговой кровоток и внутричерепное давление не меняются заметным образом.
В нормальных условиях уровень внутричерепного давления изменяется от 7,5 до 15 миллиметров ртутного столба (1 .. 2 кПа).

## Измерение
Способы измерения внутричерепного давления:
- ультразвуковое исследование,
- магнито-резонансное исследование,
- компьютерная томография.

Также существует достаточно опасный способ измерения внутричерепного давления, при котором замеряют давление в спинальном субарахноидальном пространстве на уровне пояса (с помощью спинномозговой пункции). Однако, необходимо иметь в виду, что многие заболевания (например, опухоли мозга) могут приводить к нарушению связи между отделами внутричерепного и спинального пространства, при этом давление цереброспинальной жидкости в спинальном пространстве не будет соответствовать внутричерепному давлению. В специализированных клиниках в этом случае могут использовать инвазивные приёмы измерения давления внутри желудочков головного мозга с помощью специализированных датчиков давления.

## Заболевания
Внутричерепная гипертензия — повышение давления в полости черепа. Может быть обусловлена патологией головного мозга (черепно-мозговая травма, опухоли, внутричерепным кровоизлиянием, энцефаломенингитом и др.). Возникает в результате увеличения объёма внутричерепного содержимого: спинномозговой жидкости (ликвора), тканевой жидкости (отёк мозга), крови (венозный застой) или появления инородной ткани (например, при опухоли мозга).
Внутричерепная гипотензия — снижение внутричерепного давления — может быть обусловлена разрушением целостности костей черепа и оболочек мозга, вызванном травмой или заболеванием и часто сопровождающимся истечением цереброспинальной жидкости (ликвореей). Внутричерепная гипотензия также бывает результатом передозировки дегидратирующих лекарственных препаратов или потери цереброспинальной жидкости в результате люмбальной пункции или дренирования желудочков мозга.